# Debora Caprioglio
Debora Caprioglio (ur. 3 maja 1968) – włoska aktorka.
Znana dzięki roli w filmie Papryka w reżyserii Tinto Brassa.
W latach 1987–1989 była partnerką Klausa Kinskiego.

## Filmografia
- 1988 Łowcy (Grandi cacciatori), jako Deborah
- 1989 Kinski Paganini, jako Antonia Bianchi
- 1989 La maschera del demonio, jako Sabina
- 1991 Papryka (Paprika), jako Paprika
- 1992 Saint Tropez – Saint Tropez jako Eleonora
- 1992 Spiando Marina jako Marina Valdez
- 1994 Z zamkniętymi oczami (Con gli occhi chiusi) jako Ghisola (w młodości)
- 1995 Addio e ritorno jako Virginia (TV)
- 1995 Storia d’Amore Con I Crampi jako Alessia
- 1996 Hotel Roma (Albergo Roma) jako Ginecriste
- 1996 Samson i Dalila (Samson and Delilah) jako Rani (TV)
- 1998 La quindicesima epistola jako Quintalina (TV)
- 1999 Non lasciamoci più jako Laura Bini (serial)
- 2001 Non lasciamoci più 2 jako Laura Bini (serial)
- 2002 Un maresciallo in gondola jako Vedova Zanin (TV)
- 2004 Posso chiamarti amore? jako Elvira (TV)
- 2005 Provaci ancora prof jako Bettina (serial)
- 2005 Zacznę od siebie (The thing about my folks) jako Serena Porfiri (serial)
- 2007 Crimini: Morte di un confidente jako Gaia (TV)
- 2007 Ripopolare la reggia (ang. Peopling the Palaces at Venaria Reale)
- 2009 I Cesaroni (serial)